# Gary Fisher

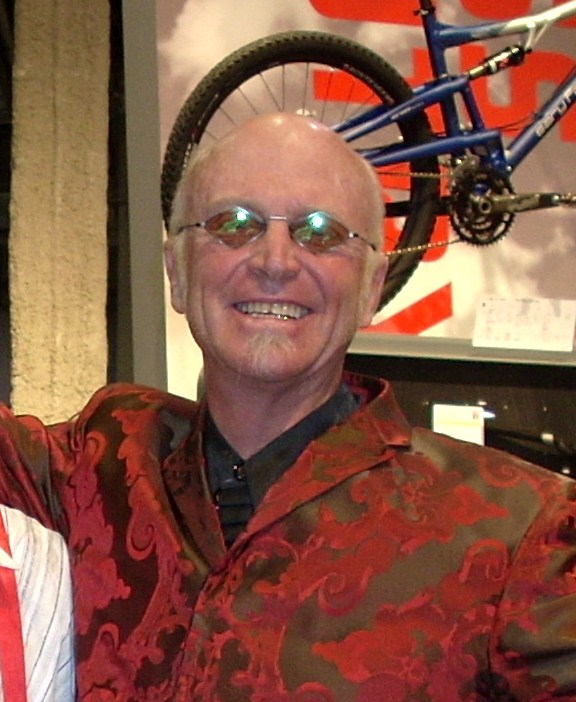
Gary Fisher auf der Interbike 2007

Gary Christopher Fisher (* 5. November 1950 in Oakland, Kalifornien) ist ein ehemaliger US-amerikanischer Radrennfahrer und Zweiradmechaniker. Er gilt als einer der Erfinder des Mountainbikes, darüber hinaus ist er Namensgeber der Fahrradmarke Gary Fisher.

## Radsportkarriere
1963 entdeckte der damals zwölf Jahre alte Fisher den Straßenradsport für sich und entschied, Radrennfahrer zu werden. Ein Jahr später wurde er auch auf Querfeldeinrennen (Cyclocross) aufmerksam. Beide Disziplinen betrieb er recht erfolgreich, bis er 1968 wegen seines Äußeren (er trug damals lange Haare und wirkte somit wie ein Hippie) vom US-amerikanischen Radsportverband gesperrt wurde. Da Fisher sich nicht von seinen langen Haaren trennen wollte, wurde er erst 1972 wieder zugelassen. Er konnte in der Folgezeit noch einige Erfolge einfahren.

## Erfindung des Mountainbikes
1973 begann Fisher mit seinem Freund Joe Breeze, ebenfalls Radrennfahrer und Rahmenbauer, auf umgebauten Fahrrädern vom Berg Tamalpais im Marin County herabzufahren. Von der Spitze dieses 850 Meter hohen Berges in Kalifornien führte ein als Feuerwehrstraße gedachter Schotterweg zum Tal. Als Räder dienten umgebaute Cruiser der Fahrradmarke Schwinn aus den 1930er-Jahren, die die Freunde „Klunker“ tauften. Diese über 20 kg schweren Fahrräder waren nur schiebend auf den Berg zu bekommen, besaßen jedoch die für die Abfahrt nötige Stabilität und verfügten über zwei Zoll breite 26er-Ballonreifen, die Ignaz Schwinn 1932 von einer Europareise aus Deutschland mitgebracht hatte. Diese Reifen sorgten nun für einen ungewohnten Komfort für die Radrennfahrer, womit sich der Spaßfaktor der Abfahrten gehörig vergrößerte.
In der Folge gesellten sich auch Tom Ritchey und Charles Kelly zum harten Kern um Gary Fisher, und aus der Abfahrerei entwickelten sich die so genannten Repack-Rennen. Der Name stammt daher, weil die Naben nach der Abfahrt vom vielen Bremsen völlig trocken waren und eines umfangreichen Service, vor allem mit Schmierstoffen, bedurften, also „repacked“ werden mussten. Um immer bessere Abfahrtzeiten zu erzielen, wurden die Fahrräder kontinuierlich verbessert, zumeist mit Teilen aus dem Motocross. Schließlich baute Joe Breeze 1977 auf Anregung von Charles Kelly das erste speziell für das Gelände konzipierte Custom-made-Bike, wobei die Rahmengeometrie der des Vorbildes der Cruiser entsprach: Lenkwinkel 68°, Sitzwinkel 70°, Kettenstrebe 470 mm. Zur Versteifung waren zusätzliche Rohre an der Gabel und am Rahmendreieck angebracht. Dieses Fahrrad war erheblich leichter als die Cruiser. Jedoch war ein solcher Rahmen für Gary Fisher zu teuer, außerdem schwebte ihm ein gänzlich anderes Rahmenkonzept mit offenem Dreieck vor.
Fisher blieb zunächst seinem „Klunker“ treu, den er mittlerweile auf 15 Gänge hochgerüstet hatte und den er dank seiner Kraft und Kondition so trotz seines Gewichtes den Berg hinauf fahren konnte. In Tom Ritchey fand Fisher schließlich den geeigneten Mann, der seine Fahrradpläne realisieren konnte. Fishers innovative Konzepte und Ritcheys qualitativ hochwertige Umsetzung wussten zu überzeugen, so dass Fisher direkt zehn Rahmen bestellte und gemeinsam mit Charles Kelly beschloss, die Fahrräder professionell zu vertreiben. Sie nannten ihre Firma „Mountainbike“, und so war das Mountainbike geboren.
1984 kam es zu unüberbrückbaren Differenzen zwischen Fisher, Ritchey und Kelly. Man trennte sich, und jeder der Mountainbikepioniere ging eigene Wege. Die Fahrradmarke Gary Fisher entstand.

## Weiterentwicklungen der FirmaGary Fisher
Die Firma Gary Fisher war maßgeblich an vielen Entwicklungen im Mountainbikesektor beteiligt, wie breite Lenker und die Unicrown fork. Fisher arbeitete mit Shimano zusammen an den heute üblichen Schaltungen. Mit dem RS-1 stellte Fisher 1991 das erste vollgefederte Mountainbike vor. Später wurden das Genesis-Geometriekonzept und die 29-Zoll-Bikes präsentiert. Als kohlenstofffaserverstärkter Kunststoff marktfähig wurde, war Fisher von der Leichtigkeit dieses neuen Werkstoffes so fasziniert, dass er alles daran setzte, einen Rahmen aus diesem Material zu entwickeln. Es erwies sich jedoch als ungemein schwierig, aus diesem Material einen hinreichend festen Rahmen zu entwickeln, so dass Gary Fisher für die Entwicklung sein gesamtes Firmen- wie Privatkapital ausgab, ohne ein vernünftiges Ergebnis zu erzielen. Er musste daraufhin den Mehrheitsanteil seiner Firma an den Fahrradhersteller Trek verkaufen. Auch nach der Übernahme blieb Gary Fisher der „Kopf“ seiner Marke, und Fisherbikes blieben seine Kreationen.
Am 16. Juni 2010 teilte Trek mit, die Gary Fisher Collection von Trek werde die eigenständige Marke ersetzen. Seit 2014 führt Trek die einstmals renommierten Marken Gary Fisher und Villiger nicht mehr.